# One of Us (canción de Joan Osborne)
«One of Us» es un sencillo de la cantante estadounidense Joan Osborne, fue lanzada en marzo de 1995 en el álbum Relish y producido por Rick Chertoff, ese año entró en el top 10 de países como Estados Unidos. La canción es el tema principal de la serie de televisión estadounidense Joan de Arcadia.

## Vídeo musical
El vídeo musical fue dirigido por Mark Seliger y Fred Woodward y fue grabado en la feria de Coney Island, Nueva York, y muestra diversas atracciones como montañas rusas, norias y el Acuario de Nueva York, imágenes intercaladas con fotos de aspecto antiguo de color sepia y Joan cantando delante de la cámara.

## Recepción de la crítica
Roch Parisien llama la canción "una declaración simple y directa de la fe, honesta y sin adornos, se enmarca en un coro casi perfecto y delicioso riff de guitarra al estilo de Neil Young". En 2007, esta canción ocupó el puesto número 54 de "VH1's 100 Greatest Songs of the 90's" y el 10 en las redes 40 Greatest One Hit Wonders of the 90's.
En Chile, esta canción ocupó en el puesto número 87 de Rock & Pop 20 Años 200 Canciones.

## Lista de canciones
1. «One of Us» (single edit) - 5:05

CD sencillo - Francia
1. «One of Us» (editado) — 4:16
2. «One of Us» (álbum versión) — 5:21

CD sencillo - Estados Unidos
1. «One of Us» (Álbum Versión) — 5:21
2. «Dracula Moon» — 6:21

CD maxisencillo - Europa
1. «One of Us» (editado) — 4:16
2. «Dracula Moon» — 6:21
3. «One of Us» (versión álbum) — 5:21
4. «Crazy Baby» (en vivo desde Fox Theatre) — 8:06

## Posicionamiento en listas y certificaciones
| Listas                                | Mejor posición |
| ------------------------------------- | -------------- |
| Alemania (Offizielle Deutsche Charts) | 18             |
| Australia (ARIA)                      | 1              |
| Austria (Ö3 Austria Top 40)           | 13             |
| Bélgica (Valonia) (Ultratop 50)       | 4              |
| Bélgica (Flandes) (Ultratop 50)       | 1              |
| Canadá Adult Contemporary (RPM)       | 5              |
| Canadá Rock/Alternative (RPM)         | 1              |
| Canadá Top Singles (RPM)              | 1              |
| Estados Unidos (Adult Contemporary)   | 20             |
| Estados Unidos (Adult Top 40)         | 16             |
| Estados Unidos (Alternative Airplay)  | 7              |
| Estados Unidos (Billboard Hot 100)    | 4              |
| Estados Unidos (Mainstream Top 40)    | 2              |
| Finlandia (OFC)                       | 19             |
| Francia (SNEP)                        | 10             |
| Irlanda(Irish Singles Chart)          | 8              |
| Nueva Zelanda (Recorded Music NZ)     | 11             |
| Noruega (VG-lista)                    | 2              |
| Países Bajos (Dutch Top 40)           | 12             |
| Países Bajos (Mega Single Top 100)    | 14             |
| Reino Unido (UK Singles Chart)        | 6              |
| Suecia (Sverigetopplistan)            | 1              |

| Listas (1996)                    | Posición |
| -------------------------------- | -------- |
| Australia ARIA Chart             | 6        |
| Bélgica (Flandes) Ultratop       | 8        |
| Bélgica (Valonia) Ultratop       | 16       |
| Países Bajos Dutch Top 40        | 69       |
| Francia Singles Chart            | 55       |
| Estados Unidos Billboard Hot 100 | 30       |

| País           | Certificación | Fecha               | Ventas  |
| -------------- | ------------- | ------------------- | ------- |
| Noruega        | Platino       | 1996                | 10.000  |
| Estados Unidos | Oro           | 26 de enero de 1996 | 500.000 |

## Apariciones en otros medios
- El tema musical de la serie de televisión de CBS Joan de Arcadia es una versión de "One of Us" regrabada por Osborne específicamente para el espectáculo.
- "One of Us" fue tocada durante un montaje al final de la serie de televisión Homicide: Life on the Street episodio 4x08, "Sniper Part 1" (1996).
- "One of Us" es cantada por Bruce (Jim Carrey) en la película de "Todo Poderoso" después de obtener los poderes de Dios. (2003)
- "One of Us" fue tocada durante las escenas finales de la serie de televisión CBS episodio 4x01 Cold Case, "Rampage" (2006).
- En la serie musical Glee se usa pasa cerrar el capítulo número 3 de la segunda temporada, "Grilled Cheesus", siendo interpretada por los personajes, Kurt (Cris Colfer), Racherl Berry (Lea Michelle), Finn Hundson (Cory Monteith), Mercedes Jones (Amber Riley), Quinn Fabray (Dianna Agron), Tina Coeh-Chan.[34]
- En la película de 1999 Austin Powers: The Spy Who Shagged Me, el personaje de Dr. Evil (Mike Myers) canta la canción, y afirma haber escrito él mismo (después de haber viajado en el tiempo de regreso a 1969).
- La canción aparece dos veces en el thriller de 2001 Vanilla Sky. Primero, el personaje principal-David Aames (Tom Cruise) canta su traslado a la cara-trasplante, y más tarde la canción original se escucha.
- Al Chile, la canción aparece en la banda sonora de la teleserie de Canal 13 Las Vega's y TVN Loca piel.
- El tema aparece en el episodio 1x01 de la serie New Girl.
- Es cantada por Ella en el episodio 16 de la 2.ª temporada de Lucifer.

## Versiones y parodias
- Joan Osborne grabó una parodia de la misma canción, titulada "What if God Smoked Cannabis?", con letra de Bob Rivers (a menudo erróneamente atribuida a Weird Al Yankovic).[35]
- Prince versionó la canción en su álbum Emancipation (1996), cambiando la frase "just a slob like one of us" por "just a slave like one of us".
- Brad Roberts de los Crash Test Dummies grabó una versión de la canción.
- En 1997, el grupo de rock Zilch (más tarde llamado SONICFLOOd) ponderó la canción en su canción "In The Sky" con la frase: "...she asked if God was just a slob like us, well maybe something there is lacking".
- Versiones de baile de la canción han sido grabadas por varios artistas, entre ellos Outta Control, Nasara, Jackie O y Pariz.
- Una versión estilo R&B de la canción de Cheryl Pepsii Riley apareció en la película Diary of a Mad Black Woman (2005).
- Martyn Joseph grabó una versión de esta canción.
- Gregorian versionó la canción en su álbum de 2007 Masters of Chant Chapter VI.
- Theo Tams versionó la canción en su gira.
- En 2009, Rivers Cuomo, LoPiccolo Joe, y Rainn Wilson colaboró en una versión para radio Sirius XM.
- Indiana Gregg incluyó una versión de esta canción en su álbum Woman at Work.
- El cantante italiano Eugenio Finardi ha registrado una versión en italiano titulada "Uno di noi" (One of us en italiano) en 1996.
- El cantante alemán Klaus Lage grabó una versión alemana titulada "Was wenn Gott" en 2003.
- Otra versión alemana, "Einer wie wir", 2007 por Erdmöbel ha sido realizada por The Hooters durante las recientes visitas alemanas y europeas.
- Jermaine Sellers cantó su versión de "One of Us" como su primera audición en frente de los jueces de American Idol Temporada 9.[36]
- En 2001, Chihiro Onitsuka cover de la canción en un concierto especial.
- El cantante y compositor alemán, Stefan Stoppok, publicó su versión de la canción en 2000, que realiza junto con el bajista Reggie Worthy.[37]
- En 2011, La cantante de Signapur - Kit Chan versionó la canción en su álbum de regreso (Re-interpretar "重译 ').
- En 2009, Malcolm Middleton versionó la canción en sus canciones EP Girl Band Pop Songs.
- Eric Bazilian realizó una versión acústica muy especial en vivo en Preston and Steve Show en el descanso de Possum Bowl I.
- En la película Bruce Almighty (Como Dios), Jim Carrey canta el estribillo de la canción al llegar a su apartamento después de haber recibido prestados los poderes de Dios.
- En la película Austin Powers: The Spy Who Shagged Me (El espía seductor, en Hispanoamérica), el Dr. Malito toca el piano y canta parte del estribillo mientras está en su guarida, cuando viaja al pasado.
- Versión instrumental del pianista Sergio Mella en el álbum "Piano In Love" - Songs about memories.